# Gibloux
Gibloux is een gemeente in het district Sarine dat behoort tot het Kanton Fribourg. Gibloux had 7025 inwoners in 2014.

## Geschiedenis
Gibloux is een fusiegemeente die op 1 januari 2016 is ontstaan uit de gemeenten Corpataux-Magnedens, Farvagny, Le Glèbe, Rossens en Vuisternens-en-Ogoz.

## Geografie
Gibloux heeft een oppervlakte van 36,06 km² en grenst aan de buurgemeenten Arconciel, Autigny, Cottens, Hauterive, Pont-en-Ogoz, Pont-la-Ville, Sorens, Treyvaux en Villorsonnens.
Gibloux heeft een gemiddelde hoogte van 687 meter. 

## Wapen
Het wapen van Gibloux bestaat uit de kleuren rood en geel, een blauwe leeuw en twee witte Maltezer kruizen. De blazoenering van het wapen gaat in het Duits als volgt: In Rot ein goldener Schrägbalken, belegt  mit einem rotgezungten, schreitenden blauen Löwen, zwischen zwei silbernen Malteserkreusen.